# Піримідин
Піриміди́н (C4N2H4, англ. Pyrimidine) — гетероциклічна сполука, найпростіший представник 1,3-діазинів.
Приклади піримідинів:  Цитозин, Тимін, та Урацил

Структурна формула цитозину
Структурна формула тиміну
Структурна формула урацилу